# Džanan Musa
Džanan Musa, född 8 maj 1999 i Bihać, är en bosnisk basketspelare. Musa spelar som small forward och är 204 centimeter lång och 95 kilo tung. Musas nuvarande klubb är spanska Real Madrid.

## Biografi
Musa har förutom basket även spelat fotboll, men det var i basketen som han visade talang. Redan som tolvåring blev han upptäckt av Sarajevolaget KK Koš.

## Professionell karriär
Basketspelaren skrev på ett kontrakt i december 2014 med KK Cedevita. Cedevita är från Zagreb och är en av Kroatiens största basketklubbar. Flytten till Kroatien var ett nytt steg i proffskarriären och året därpå, efter succén i U16-landslaget, debuterade Musa för A-laget. Den 4 oktober 2015 spelade han mot KK Sutjeska  i den regionala ABA ligan, han spelade sju minuter. Den 15 samma månad debuterade Musa i Euroleague mot Olympiakos där han spelade fem minuter.

## Ungdomslandslaget

### U16-EM 2014 (Lettland)
Trots att Musa var ett år yngre blev han uttagen till U16-EM 2014. Turneringen spelades i Lettland och redan i denna turneringen imponerade Musa. Han blev turneringens skyttekung med 23 poäng per match. Musa tog i snitt 6.3 returer på match och bidrog med 3.3 assists. Det bosniska laget lyckades avancera till kvartsfinal i turneringen, vilket var den bästa prestationen någonsin för ett bosniskt U16-landslag.

### U16-EM 2015 (Litauen)
Musa var även med året därpå och blev under sommaren 2015 en del av Bosniens guldlag då Bosnien och Hercegovina lyckades vinna hela turneringen.
I finalen bidrog Musa med 33 poäng, 8 returer och 7 assist. Musa var även en av turneringens mest effektiva spelare. Det blev 23.3 poäng och 6.3 assist i snitt. Musa blev även krönt till turneringens Mest värdefulla spelare och var med i turneringens bästa femma.